# Bournoncle-Saint-Pierre
Bournoncle-Saint-Pierre is een gemeente in het Franse departement Haute-Loire (regio Auvergne-Rhône-Alpes). De plaats maakt deel uit van het arrondissement Brioude. Bournoncle-Saint-Pierre telde op 1 januari 2022 1.051 inwoners.

## Geografie
De oppervlakte van Bournoncle-Saint-Pierre bedroeg op 1 januari 2022 16,16 vierkante kilometer; de bevolkingsdichtheid was toen 65 inwoners per km².

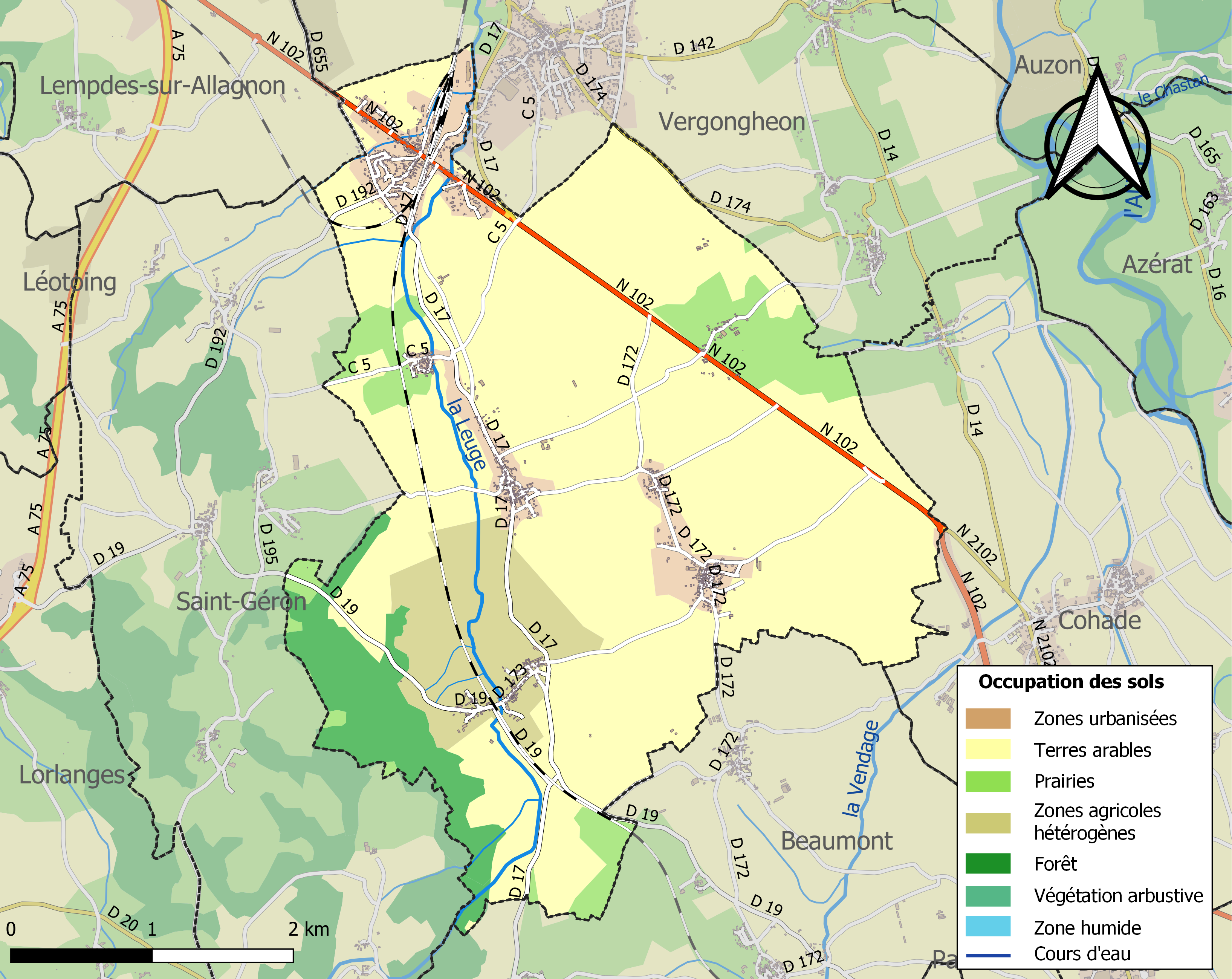
Kaart van de gemeente met de belangrijkste infrastructuur, bodemgebruik en omliggende gemeenten

## Demografie
Onderstaande figuur toont het verloop van het inwonertal (bron: INSEE-tellingen).